# Phoenix Contact

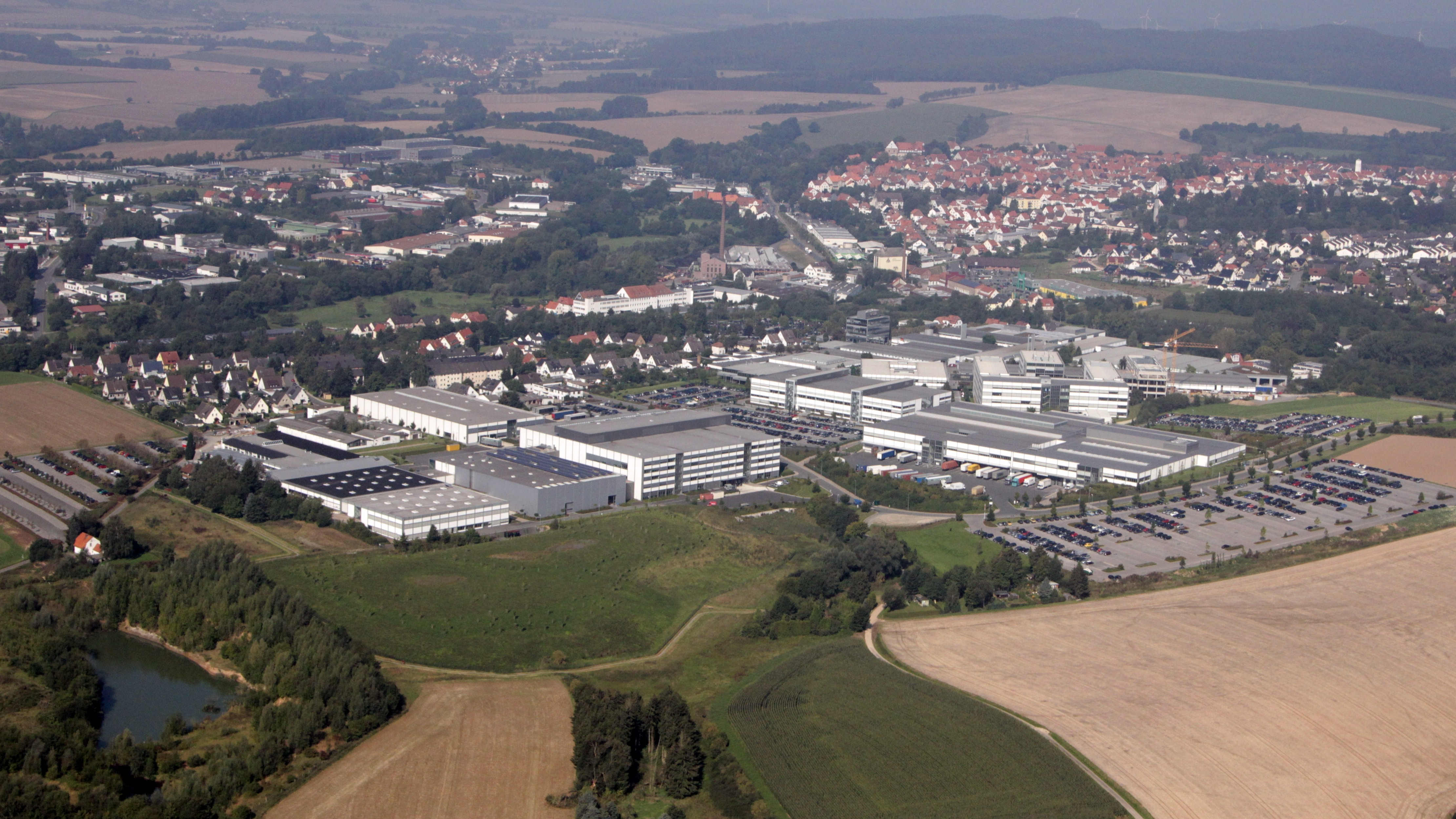
Im Vordergrund: Stammsitz des Unternehmens in Blomberg. Im Hintergrund: Links das Blomberger Industriegebiet, rechts der Bildmitte die Blomberger Altstadt.

Die Phoenix Contact GmbH & Co. KG ist ein deutsches Unternehmen, das Komponenten und Systeme im Bereich der Elektrotechnik, Elektronik und Automation herstellt. Der Stammsitz ist im lippischen Blomberg.
Auf dem Gebiet der Steckverbindungen gehört die Firma mit Harting und Weidmüller zu den drei großen deutschen Herstellern.

## Unternehmensgeschichte
Hugo Knümann gründete 1923 in Essen eine Handelsvertretung für Elektroprodukte und vertrieb Fahrdrahtklemmen für elektrische Straßenbahnen. Wenig später nannte sich die junge Firma Phönix Elektrizitätsgesellschaft. 1928 konzipierte Hugo Knümann zusammen mit den Rheinisch-Westfälischen Elektrizitätswerken (RWE) die erste modulare Reihenklemme. Sie fand ihren Einsatz in den Kraftwerken der RWE. In der Nacht des 13. März 1943 trafen Bomben den Firmensitz in der Essener Hollestraße 36. Das Unternehmen verlagerte seinen Sitz nach Blomberg und fertigte im angemieteten „Bürgerheim“. 1957 entstanden am Flachsmarkt in Blomberg die ersten beiden Fabrikationsgebäude. Seit 1966 ist Blomberg der Hauptsitz des Unternehmens.
In den 1990er Jahren trat Phoenix in den indischen Markt ein.
Seit 2002 ist der Steckerhersteller Coninvers aus Herrenberg zu 100 % Tochterunternehmen von Phoenix; er hat etwa 320 Mitarbeiter.
Seit 2010 wird der Sunclix-Stecker für Photovoltaikanlagen angeboten.
2010 lag die Mitarbeiterzahl von Phoenix Contact bei etwa 10.400, 2014 etwa bei 12.500.

### it’s OWL
Phoenix Contact ist eines von 28 mittelständischen Kernunternehmen im BMBF-Spitzencluster „Intelligente technische Systeme (it’s OWL“, seit 2012). Dabei beteiligte sich Phoenix 2012 bis 2015 an einem Projekt, um mit flexiblen Maschinen unterschiedliche Produkte herzustellen.
Das Unternehmen gehört 2023 zu den Hauptsponsoren des Wagens OWL 2.2, der an der Formula Student teilnimmt.

## Phoenix Contact-Gruppe
Zur Phoenix Contact-Gruppe gehören 15 Unternehmen in Deutschland sowie 53 Vertriebsgesellschaften auf der ganzen Welt. Weltweit wird in elf Ländern produziert, darunter auch in China und seit Herbst 2021 auch in Polen.
Das Produktspektrum umfasst Komponenten und Systemlösungen für die Energieversorgung inklusive Wind und Solar, den Geräte- und Maschinenbau sowie den Schaltschrankbau. Dazu gehören Klemmen, Steckverbinder, Kabelanschlusstechnik und Installationszubehör sowie elektronische Interfaces, Stromversorgungen, Automatisierungssysteme, Sicherheitslösungen, Überspannungsschutzsysteme, Software-Programme und -Tools (auch mit der Tochtergesellschaft KW-Software  mit etwa 70 Mitarbeitern, 2014). Mit ihren Produkten bedient die Phoenix Contact-Gruppe Märkte der Automobilindustrie, samt Kabeln für Ladesäulen (Phoenix Contact E-Mobility), der regenerativen Energien und der Infrastruktur.
Dabei bietet Phoenix in Europa Premiumprodukte an, günstigere Produkte für den indischen und afrikanischen Markt werden in Indien (Prithla, einem Vorort von Neu-Delhi) hergestellt. Um den indischen Markt besser zu verstehen, unterhält Phoenix seit 2014 auch in Indien eine Entwicklung.

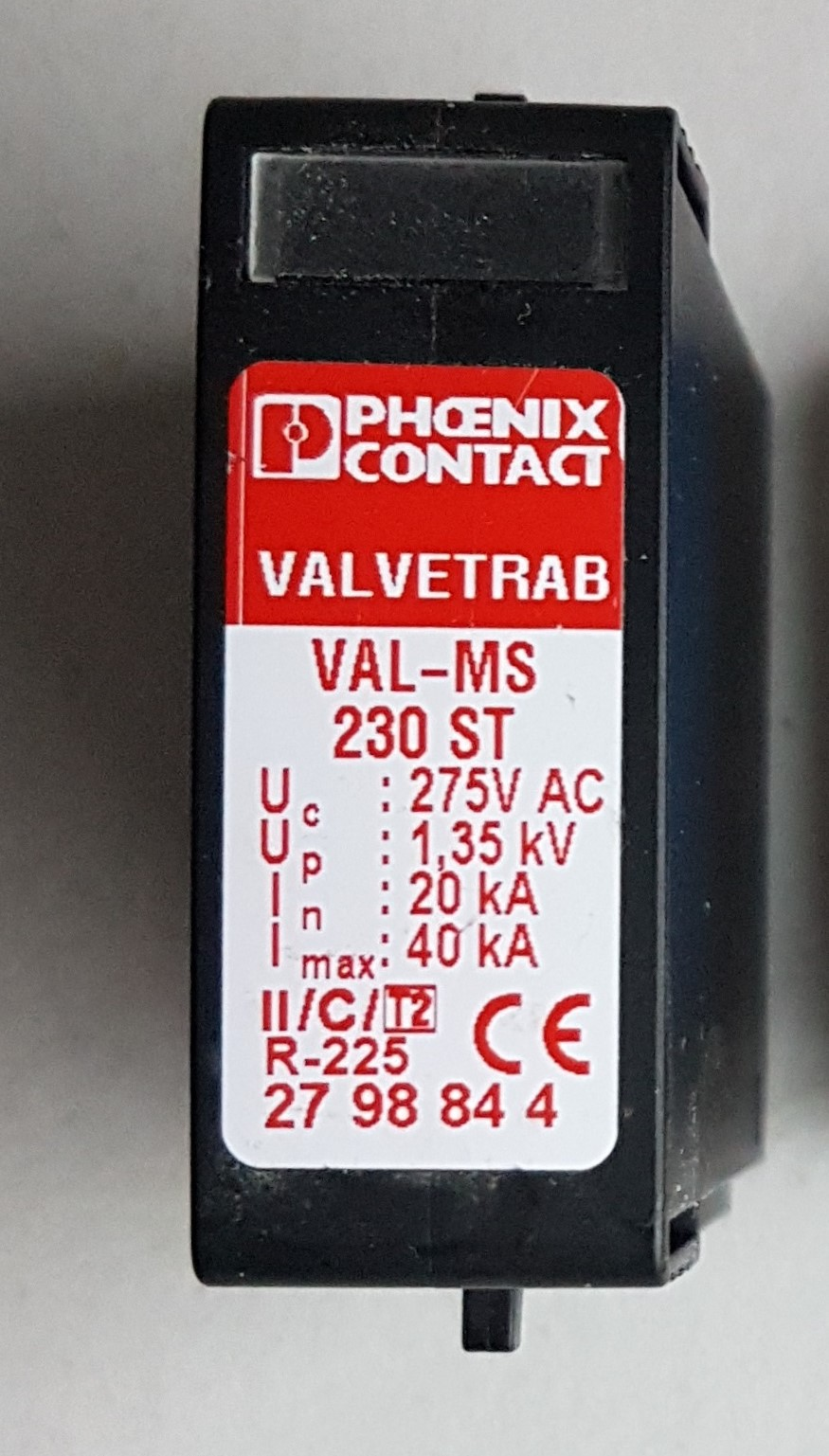
Überspannungsschutz
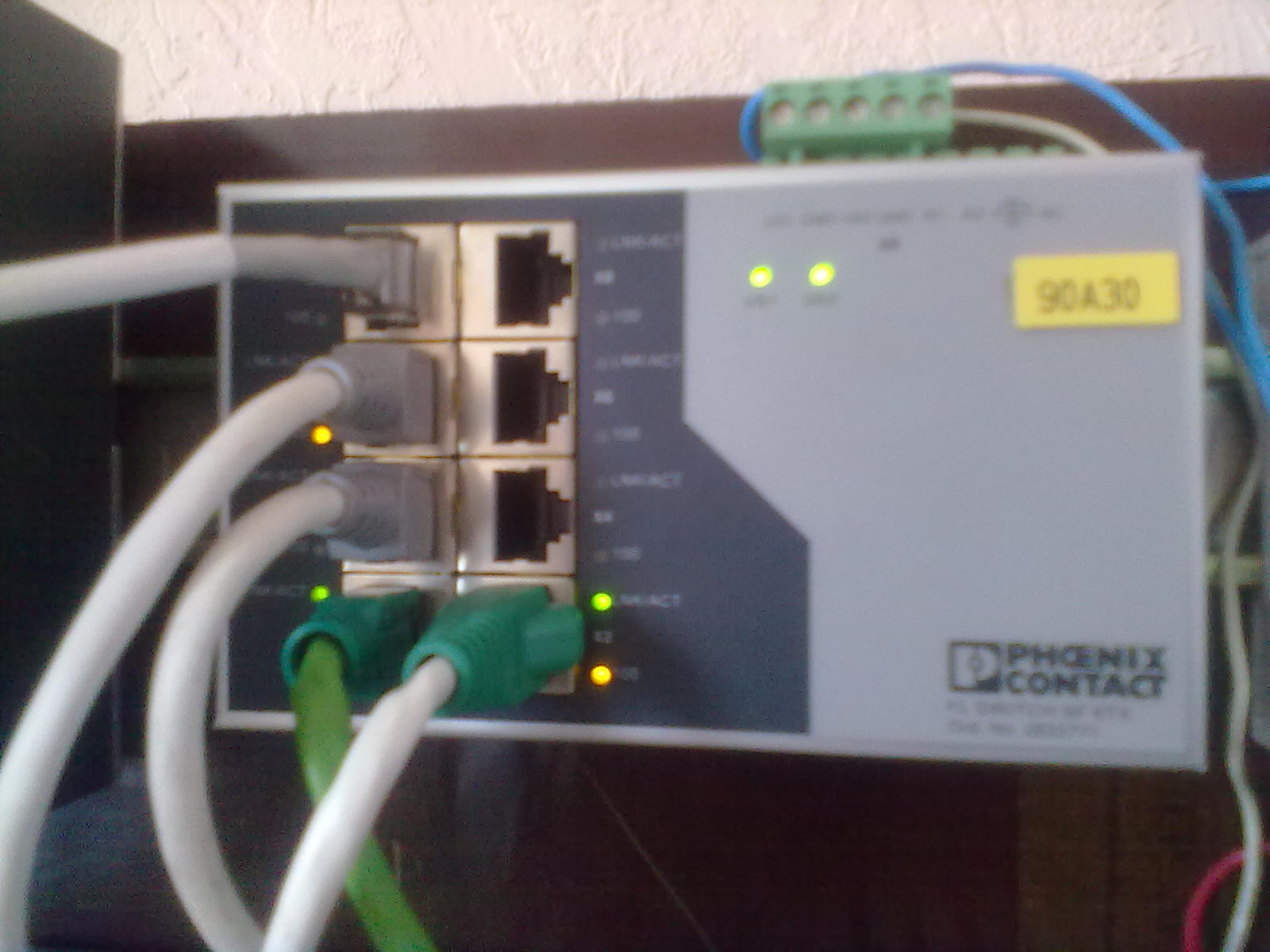
Ethernet-Switch
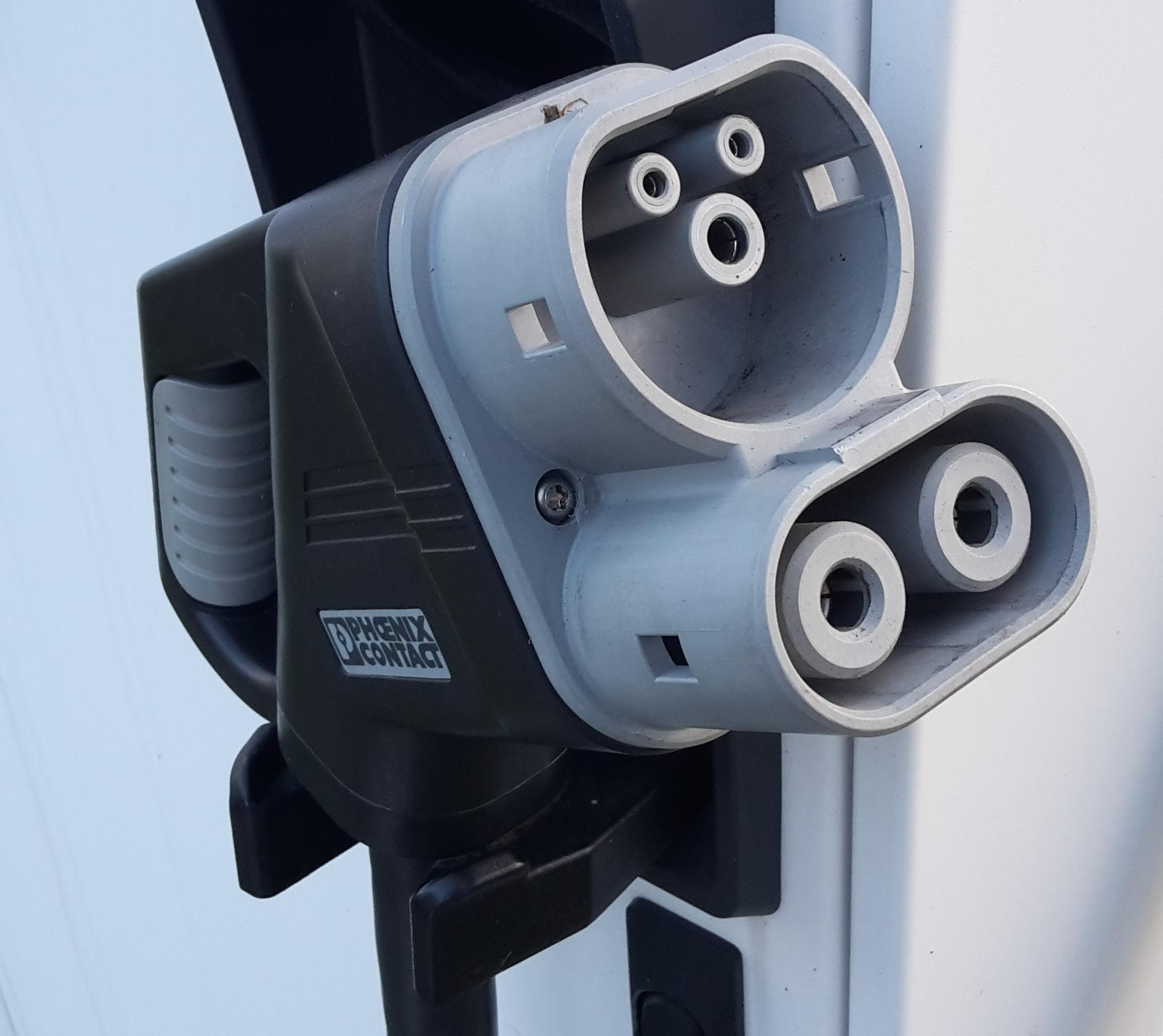
CCS-Stecker